# Bryophryne
Bryophryne is een geslacht van kikkers uit de familie Craugastoridae. De soort werd voor het eerst wetenschappelijk beschreven door Stephen Blair Hedges, William Edward Duellman en Matthew P. Heinicke in 2008. Het geslacht is pas in 2008 erkend en werd daarvoor niet in de literatuur gebruikt.
Sinds 2017 zijn er 11 beschreven soorten. De verschillende soorten komen voor in delen van Zuid-Amerika. De soort komt voor in Cuzco, Peru en enkele leven endemisch. De meeste soorten zijn bergbewoners en leven op enkele kilometers boven zeeniveau.

## Soorten
- Soort Bryophryne abramalagae Lehr & Catenazzi, 2010
- Soort Bryophryne bakersfield Chaparro, Padial, Gutiérrez & De la Riva, 2015
- Soort Bryophryne bustamantei (Chaparro, De la Riva, Padial, Ochoa & Lehr, 2007)
- Soort Bryophryne cophites (Lynch, 1975)
- Soort Bryophryne hanssaueri Lehr & Catenazzi, 2009
- Soort Bryophryne nubilosus Lehr & Catenazzi, 2009
- Soort Bryophryne phuyuhampatu Catenazzi A, Ttito A, Diaz MI & Shepack A, 2017
- Soort Bryophryne quellokunka De la Riva, Chaparro, Castroviejo-Fisher & Padial, 2017
- Soort Bryophryne tocra De la Riva, Chaparro, Castroviejo-Fisher & Padial, 2017
- Soort Bryophryne wilakunka De la Riva, Chaparro, Castroviejo-Fisher & Padial, 2017
- Soort Bryophryne zonalis Lehr & Catenazzi, 2009

Bahius ·
Barycholos ·
Bryophryne ·
Euparkerella ·
Holoaden ·
Microkayla ·
Noblella ·
Psychrophrynella ·
Qosqophryne